# Agatha georgiana
Agatha georgiana är en snäckart som först beskrevs av Hutton 1885.  Agatha georgiana ingår i släktet Agatha och familjen Pyramidellidae. Inga underarter finns listade i Catalogue of Life.